# Danh sách cầu thủ tham dự Giải vô địch bóng đá Đông Nam Á 2012
Dưới đây là danh sách các cầu thủ tham dự Giải vô địch bóng đá Đông Nam Á 2012, được đồng tổ chức tại Malaysia và Thái Lan, diễn ra từ ngày 24 tháng 11 đến ngày 22 tháng 12 năm 2012. Tất cả các cầu thủ, câu lạc bộ và tuổi tác đều phải chốt danh sách đến ngày 24 tháng 12 năm 2012, ngày khởi tranh. Tên cầu thủ đặt trong dấu ngoặc là đội trưởng cho các đội tuyển quốc gia của họ tại giải đấu.

## Bảng A

### Thái Lan
Huấn luyện viên trưởng:  Winfried Schäfer
| Số | Vt | Cầu thủ                         | Ngày sinh (tuổi)  | Số trận | Câu lạc bộ        |
| -- | -- | ------------------------------- | ----------------- | ------- | ----------------- |
| 1  | TM | Kawin Thammasatchanan           | 26 tháng 1, 1990  |         | Muangthong United |
| 2  | HV | Panupong Wongsa (c)             | 23 tháng 11, 1983 |         | Muangthong United |
| 3  | HV | Theeraton Bunmathan             | 6 tháng 2, 1990   |         | Buriram United    |
| 4  | HV | Cholratit Jantakam              | 6 tháng 2, 1985   |         | Chonburi          |
| 5  | HV | Niweat Siriwong                 | 18 tháng 7, 1977  |         | Pattaya United    |
| 6  | HV | Nataporn Phanrit                | 11 tháng 1, 1982  |         | BEC Tero Sasana   |
| 7  | TV | Datsakorn Thonglao              | 30 tháng 12, 1983 |         | Muangthong United |
| 8  | TV | Sumanya Purisai                 | 5 tháng 12, 1986  |         | Chainat           |
| 9  | TĐ | Kirati Keawsombut               | 12 tháng 1, 1987  |         | Wuachon United    |
| 10 | TĐ | Teerasil Dangda                 | 6 tháng 6, 1988   |         | Muangthong United |
| 11 | HV | Anucha Kitpongsri               | 23 tháng 5, 1983  |         | Chonburi          |
| 12 | TV | Adul Lahso                      | 19 tháng 9, 1986  |         | Chonburi          |
| 13 | HV | Prayad Boonya                   | 15 tháng 11, 1979 |         | Ratchaburi        |
| 14 | TĐ | Sompong Soleb                   | 30 tháng 7, 1986  |         | Bangkok United    |
| 15 | TV | Arthit Sunthornpit              | 19 tháng 4, 1986  |         | Chonburi          |
| 16 | TV | Jakkraphan Pornsai              | 28 tháng 3, 1987  |         | Muangthong United |
| 17 | TV | Apipoo Suntornpanavej           | 18 tháng 7, 1986  |         | Osotspa Saraburi  |
| 18 | TM | Sinthaweechai Hathairattanakool | 23 tháng 3, 1982  |         | Chonburi          |
| 19 | TV | Pichitphong Choeichiu           | 28 tháng 8, 1982  |         | Muangthong United |
| 20 | TĐ | Pipob On-Mo                     | 22 tháng 4, 1979  |         | Chonburi          |
| 21 | HV | Piyapol Bantao                  | 8 tháng 11, 1987  |         | Muangthong United |
| 22 | TV | Chanathip Songkrasin            | 5 tháng 10, 1993  |         | BEC Tero Sasana   |

### Việt Nam
Huấn luyện viên trưởng: Phan Thanh Hùng
| Số | Vt | Cầu thủ             | Ngày sinh (tuổi)            | Số trận | Câu lạc bộ                   |
| -- | -- | ------------------- | --------------------------- | ------- | ---------------------------- |
| 3  | HV | Nguyễn Minh Đức (c) | 14 tháng 9, 1983 (29 tuổi)  | 22      | Sài Gòn Xuân Thành           |
| 5  | HV | Nguyễn Văn Biển     | 27 tháng 4, 1985 (27 tuổi)  | 13      | Hà Nội T&T                   |
| 6  | HV | Trần Đình Đồng      | 20 tháng 5, 1987 (25 tuổi)  | 12      | Sông Lam Nghệ An             |
| 9  | TĐ | Lê Công Vinh        | 10 tháng 12, 1985 (26 tuổi) | 53      | Hà Nội                       |
| 10 | TV | Nguyễn Văn Quyết    | 27 tháng 6, 1991 (21 tuổi)  | 10      | Hà Nội T&T                   |
| 11 | TV | Nguyễn Trọng Hoàng  | 14 tháng 4, 1989 (23 tuổi)  | 25      | Sông Lam Nghệ An             |
| 12 | TV | Phan Thanh Hưng     | 14 tháng 1, 1987 (25 tuổi)  | 7       | SHB Đà Nẵng                  |
| 13 | TĐ | Nguyễn Quang Hải    | 1 tháng 11, 1985 (27 tuổi)  | 33      | Khatoco Khánh Hòa            |
| 14 | TV | Lê Tấn Tài          | 4 tháng 1, 1984 (28 tuổi)   | 49      | Khatoco Khánh Hòa            |
| 17 | TV | Nguyễn Vũ Phong     | 6 tháng 2, 1985 (27 tuổi)   | 43      | Becamex Bình Dương           |
| 18 | HV | Trương Đình Luật    | 12 tháng 11, 1983 (29 tuổi) | 6       | Sài Gòn Xuân Thành           |
| 19 | TV | Phạm Thành Lương    | 10 tháng 9, 1988 (24 tuổi)  | 39      | Hà Nội                       |
| 20 | TV | Cao Sỹ Cường        | 26 tháng 4, 1984            | 8       | Hà Nội T&T                   |
| 21 | TV | Nguyễn Ngọc Duy     | 4 tháng 7, 1986 (26 tuổi)   | 10      | Hà Nội T&T                   |
| 22 | HV | Âu Văn Hoàn         | 1 tháng 10, 1989 (23 tuổi)  | 2       | Sông Lam Nghệ An             |
| 24 | TM | Dương Hồng Sơn      | 20 tháng 11, 1982 (30 tuổi) | 36      | Hà Nội T&T                   |
| 25 | TM | Bùi Tấn Trường      | 19 tháng 2, 1986 (26 tuổi)  | 4       | Sài Gòn Xuân Thành           |
| 26 | HV | Nguyễn Gia Từ       | 17 tháng 12, 1989 (22 tuổi) | 5       | Xi măng The Vissai Ninh Bình |
| 27 | HV | Đào Văn Phong       | 6 tháng 6, 1985 (27 tuổi)   | 10      | Khatoco Khánh Hòa            |
| 28 | TV | Phạm Nguyên Sa      | 15 tháng 12, 1988 (23 tuổi) | 6       | SHB Đà Nẵng                  |
| 30 | HV | Nguyễn Hồng Tiến    | 6 tháng 7, 1985 (27 tuổi)   | 3       | Hà Nội T&T                   |
| 32 | TV | Huỳnh Quốc Anh      | 13 tháng 1, 1985 (27 tuổi)  | 8       | SHB Đà Nẵng                  |

### Philippines
Huấn luyện viên trưởng:  Michael Weiß
| Số | Vt | Cầu thủ             | Ngày sinh (tuổi)            | Số trận | Câu lạc bộ              |
| -- | -- | ------------------- | --------------------------- | ------- | ----------------------- |
| 1  | TM | Eduard Sacapaño     | 14 tháng 2, 1980 (32 tuổi)  |         | Philippine Army         |
| 2  | HV | Rob Gier (c)        | 6 tháng 1, 1981 (31 tuổi)   |         | Cầu thủ tự do           |
| 3  | HV | Jason Sabio         | 30 tháng 6, 1986 (26 tuổi)  |         | Kaya                    |
| 5  | HV | Juan Luis Guirado   | 27 tháng 8, 1979 (33 tuổi)  |         | Racing Lermeño          |
| 7  | TV | James Younghusband  | 4 tháng 9, 1986 (26 tuổi)   |         | Loyola                  |
| 8  | HV | Dennis Cagara       | 19 tháng 2, 1985 (27 tuổi)  |         | Karlsruher SC           |
| 10 | TĐ | Phil Younghusband   | 4 tháng 8, 1987 (25 tuổi)   |         | Loyola                  |
| 12 | TĐ | Ángel Guirado       | 9 tháng 12, 1984 (27 tuổi)  |         | Salgaocar               |
| 13 | TV | Emelio Caligdong    | 28 tháng 9, 1982 (30 tuổi)  |         | Philippine Air Force    |
| 14 | HV | Carli de Murga      | 30 tháng 11, 1988 (23 tuổi) |         | Global FC               |
| 18 | TV | Chris Greatwich     | 30 tháng 9, 1983 (29 tuổi)  |         | Morris County Colonials |
| 19 | TV | Jerry Lucena        | 11 tháng 8, 1980 (32 tuổi)  |         | Esbjerg                 |
| 20 | TĐ | Denis Wolf          | 15 tháng 1, 1983 (29 tuổi)  |         | Global FC               |
| 21 | TV | Jason de Jong       | 28 tháng 2, 1990 (22 tuổi)  |         | Stallion FC             |
| 22 | TV | Paul Mulders        | 16 tháng 1, 1981 (31 tuổi)  |         | ADO Den Haag            |
| 24 | TV | Marwin Angeles      | 9 tháng 1, 1991 (21 tuổi)   |         | Global FC               |
| 27 | HV | Ray Jónsson         | 3 tháng 2, 1979 (33 tuổi)   |         | Grindavik               |
| 28 | TV | Jeffrey Christiaens | 17 tháng 5, 1991 (21 tuổi)  |         | Global FC               |
| 29 | TV | Patrick Reichelt    | 15 tháng 6, 1988 (24 tuổi)  |         | Global FC               |
| 32 | TM | Ref Cuaresma        | 31 tháng 10, 1982 (30 tuổi) |         | Loyola                  |
| 34 | TV | Demitrius Omphroy   | 30 tháng 5, 1989 (23 tuổi)  |         | Global FC               |
| 47 | TM | Roland Müller       | 2 tháng 3, 1988 (24 tuổi)   |         | MSV Duisburg            |

### Myanmar
Huấn luyện viên trưởng:  Park Sung-Hwa
| Số | Vt | Cầu thủ             | Ngày sinh (tuổi)            | Số trận | Câu lạc bộ         |
| -- | -- | ------------------- | --------------------------- | ------- | ------------------ |
| 1  | TM | Thiha Sithu         | 3 tháng 7, 1988 (24 tuổi)   | 14      | Ayeyawady United   |
| 3  | HV | Zaw Min Tun         | 20 tháng 5, 1992 (20 tuổi)  | 15      | Magway             |
| 5  | HV | Thein Than Win      | 25 tháng 11, 1991 (20 tuổi) | 5       | Kanbawza           |
| 6  | TV | Yan Aung Kyaw       | 4 tháng 8, 1989 (23 tuổi)   | 12      | Yangon United      |
| 7  | TV | Khin Maung Lwin (c) | 27 tháng 12, 1988 (23 tuổi) | 49      | Yangon United      |
| 8  | TV | Kyi Lin             | 4 tháng 9, 1992 (20 tuổi)   | 12      | Yangon United      |
| 10 | TĐ | Yan Paing           | 27 tháng 11, 1983 (28 tuổi) | 58      | Yadanarbon         |
| 13 | HV | Pyae Phyo Aung      | 19 tháng 9, 1987 (25 tuổi)  | 5       | Yangon United      |
| 14 | TV | David Htan          | 13 tháng 5, 1990 (22 tuổi)  | 11      | Yangon United      |
| 15 | HV | Aung Zaw            | 5 tháng 3, 1990 (22 tuổi)   | 0       | Hantharwady United |
| 16 | HV | Thet Naing          | 20 tháng 12, 1992 (19 tuổi) | 5       | Yadanarbon         |
| 17 | TV | Phyo Ko Ko Thein    | 24 tháng 1, 1993 (19 tuổi)  | 1       | Ayeyawady United   |
| 18 | TM | Kyaw Zin Phyo       | 1 tháng 2, 1994 (18 tuổi)   | 0       | Magway             |
| 19 | TV | Naing Lin Oo        | 15 tháng 6, 1993 (19 tuổi)  | 4       | Ayeyawady United   |
| 24 | TV | Mai Aih Naing       | 18 tháng 10, 1990 (22 tuổi) | 7       | Kanbawza           |
| 26 | HV | Aung Hein Kyaw      | 19 tháng 7, 1991 (21 tuổi)  | 7       | Zeyar Shwe Myay    |
| 27 | HV | Zaw Zaw Oo          | 19 tháng 7, 1991 (21 tuổi)  | 6       | Ayeyawady United   |
| 28 | TV | Aung Moe            | 9 tháng 6, 1988 (24 tuổi)   | 2       | Hantharwady United |
| 29 | HV | Han Win Aung        | 17 tháng 12, 1986 (25 tuổi) | 14      | Kanbawza           |
| 30 | TĐ | Kaung Sithu         | 31 tháng 7, 1989 (23 tuổi)  | 7       | Yangon United      |
| 33 | TĐ | Soe Kyaw Kyaw       | 16 tháng 2, 1990 (22 tuổi)  | 1       | Yadanarbon         |
| 34 | HV | Moe Win             | 30 tháng 3, 1988 (24 tuổi)  | 36      | Naypyidaw          |

## Bảng B

### Malaysia
Huấn luyện viên trưởng: Datuk K. Rajagopal
| Số | Vt | Cầu thủ                        | Ngày sinh (tuổi)  | Số trận | Câu lạc bộ      |
| -- | -- | ------------------------------ | ----------------- | ------- | --------------- |
| 1  | TM | Mohd Farizal Marlias           | 29 tháng 6, 1986  | 19      | Perak FA        |
| 2  | HV | Mahali Jasuli                  | 2 tháng 4, 1989   | 23      | Selangor FA     |
| 3  | HV | Mohd Faizal Muhammad           | 3 tháng 3, 1989   | 7       | Terengganu FA   |
| 5  | HV | Mohd Bunyamin Umar             | 7 tháng 1, 1988   | 19      | Selangor FA     |
| 6  | HV | Mohd Zubir Azmi                | 14 tháng 11, 1991 | 5       | Terengganu FA   |
| 7  | HV | Mohd Aidil Zafuan Abdul Radzak | 3 tháng 8, 1987   | 45      | Darul Takzim FC |
| 8  | TV | Mohd Safiq Rahim (c)           | 5 tháng 7, 1987   | 35      | Darul Takzim FC |
| 9  | TĐ | Norshahrul Idlan Talaha        | 8 tháng 6, 1986   | 29      | Darul Takzim FC |
| 10 | TĐ | Mohd Safee Mohd Sali           | 28 tháng 1, 1984  | 46      | Darul Takzim FC |
| 11 | HV | Mohd Azmi Muslim               | 17 tháng 10, 1986 | 17      | Darul Takzim FC |
| 12 | TV | Mohd Amar Rohidan              | 23 tháng 4, 1987  | 28      | Kedah FA        |
| 13 | TV | Ahmad Fakri Saarani            | 8 tháng 7, 1989   | 18      | Atlético S.C.   |
| 14 | TĐ | Mohd Khyril Muhymeen Zambri    | 9 tháng 5, 1987   | 25      | Kedah FA        |
| 15 | TV | Gary Steven Robbat             | 3 tháng 9, 1992   | 4       | Harimau Muda A  |
| 16 | TV | S. Kunanlan                    | 15 tháng 9, 1986  | 36      | Selangor FA     |
| 17 | TV | Mohd Azamuddin Md Akil         | 16 tháng 4, 1985  | 9       | Pahang FA       |
| 18 | TV | Mohd Shakir Shaari             | 29 tháng 9, 1986  | 7       | Kelantan FA     |
| 19 | TĐ | Ahmad Hazwan Bakri             | 19 tháng 6, 1991  | 2       | Harimau Muda A  |
| 22 | TM | Khairul Fahmi Che Mat          | 7 tháng 1, 1989   | 15      | Kelantan FA     |
| 23 | TV | Baddrol Bakhtiar               | 1 tháng 2, 1988   | 17      | Kedah FA        |
| 25 | TV | Wan Zack Haikal Wan Noor       | 28 tháng 1, 1991  | 6       | Harimau Muda A  |
| 27 | HV | Mohd Fadhli Mohd Shas          | 21 tháng 1, 1991  | 22      | Harimau Muda A  |

### Indonesia
Huấn luyện viên trưởng: Nil Maizar
| Số | Vt | Cầu thủ              | Ngày sinh (tuổi)            | Số trận | Câu lạc bộ            |
| -- | -- | -------------------- | --------------------------- | ------- | --------------------- |
| 2  | HV | Handi Ramdhan        | 24 tháng 6, 1983 (29 tuổi)  | 5       | Persija Jakarta (IPL) |
| 3  | TV | Raphael Maitimo      | 17 tháng 3, 1984            | 0       | Capelle               |
| 4  | HV | Novan Setyo Sasongko | 26 tháng 11, 1989 (22 tuổi) | 5       | Semen Padang          |
| 5  | HV | Nopendi              | 15 tháng 11, 1986 (26 tuổi) | 3       | Persiba Bantul        |
| 6  | HV | Fachrudin Aryanto    | 19 tháng 2, 1989 (23 tuổi)  | 2       | PSS Sleman            |
| 7  | TV | Muhammad Taufiq      | 29 tháng 11, 1986 (25 tuổi) | 5       | Persebaya 1927        |
| 8  | TV | Elie Aiboy (c)       | 20 tháng 4, 1979 (33 tuổi)  | 46      | Semen Padang          |
| 9  | TĐ | Samsul Arif          | 14 tháng 1, 1985 (27 tuổi)  | 6       | Unattached            |
| 10 | TĐ | Irfan Bachdim        | 11 tháng 8, 1988 (24 tuổi)  | 18      | Persema Malang        |
| 12 | TM | Wahyu Tri Nugroho    | 27 tháng 7, 1986 (26 tuổi)  | 0       | Persiba Bantul        |
| 13 | HV | Wahyu Wijiastanto    | 31 tháng 5, 1986 (26 tuổi)  | 7       | Semen Padang          |
| 14 | TV | Rasyid Bakri         | 17 tháng 1, 1991 (21 tuổi)  | 2       | PSM Makassar          |
| 18 | HV | Valentino Telaubun   | 21 tháng 11, 1984 (28 tuổi) | 2       | Bontang               |
| 20 | TĐ | Bambang Pamungkas    | 10 tháng 6, 1980 (32 tuổi)  | 83      | Persija Jakarta       |
| 21 | TV | Andik Vermansyah     | 23 tháng 11, 1991 (21 tuổi) | 1       | Persebaya 1927        |
| 22 | TM | Endra Prasetya       | 1 tháng 5, 1981 (31 tuổi)   | 3       | Persebaya 1927        |
| 25 | TĐ | Cornelius Geddy      | 25 tháng 6, 1986 (26 tuổi)  | 1       | Persija Jakarta (IPL) |
| 26 | TV | Vendry Mofu          | 10 tháng 9, 1989 (23 tuổi)  | 4       | Semen Padang          |
| 28 | TV | Oktovianus Maniani   | 27 tháng 10, 1990 (22 tuổi) | 19      | Cầu thủ tự do         |
| 29 | TĐ | Muhammad Rachmat     | 28 tháng 5, 1988 (24 tuổi)  | 2       | PSM Makassar          |
| 33 | TV | Tonnie Cusell        | 4 tháng 2, 1983 (29 tuổi)   | 0       | GVVV                  |
| 34 | TĐ | Jhon van Beukering   | 11 tháng 9, 1983            | 0       | Presikhaaf            |

### Singapore
Huấn luyện viên trưởng:  Radojko Avramović
| Số | Vt | Cầu thủ            | Ngày sinh (tuổi)            | Số trận | Câu lạc bộ             |
| -- | -- | ------------------ | --------------------------- | ------- | ---------------------- |
| 1  | TM | Izwan Mahbud       | 14 tháng 7, 1990 (22 tuổi)  |         | Singapore LIONSXII     |
| 3  | HV | Shaiful Esah       | 26 tháng 5, 1986 (26 tuổi)  |         | Singapore LIONSXII     |
| 4  | TV | Isa Halim          | 15 tháng 5, 1986 (26 tuổi)  |         | Singapore LIONSXII     |
| 5  | HV | Baihakki Khaizan   | 31 tháng 1, 1984 (28 tuổi)  |         | Singapore LIONSXII     |
| 7  | TV | Shi Jiayi          | 2 tháng 9, 1983 (29 tuổi)   |         | Home United            |
| 8  | TV | Shahdan Sulaiman   | 9 tháng 5, 1988 (24 tuổi)   |         | Singapore LIONSXII     |
| 9  | TĐ | Aleksandar Đurić   | 12 tháng 8, 1970 (42 tuổi)  |         | Tampines Rovers        |
| 10 | TĐ | Fazrul Nawaz       | 17 tháng 4, 1985 (27 tuổi)  |         | Singapore Armed Forces |
| 11 | TĐ | Qiu Li             | 6 tháng 6, 1981 (31 tuổi)   |         | Home United            |
| 13 | TV | Fazli Ayob         | 24 tháng 1, 1990 (22 tuổi)  |         | Young Lions            |
| 14 | TV | Hariss Harun       | 19 tháng 11, 1990 (22 tuổi) |         | Singapore LIONSXII     |
| 15 | TV | Fahrudin Mustafić  | 17 tháng 4, 1981 (31 tuổi)  |         | Tampines Rovers        |
| 16 | HV | Daniel Bennett     | 7 tháng 1, 1978 (34 tuổi)   |         | Singapore Armed Forces |
| 17 | TV | Shahril Ishak (c)  | 23 tháng 1, 1984 (28 tuổi)  |         | Singapore LIONSXII     |
| 18 | TM | Hyrulnizam Juma'at | 14 tháng 11, 1986 (26 tuổi) |         | Singapore LIONSXII     |
| 19 | TĐ | Khairul Amri       | 15 tháng 3, 1985 (27 tuổi)  |         | Singapore LIONSXII     |
| 20 | HV | Irwan Shah         | 2 tháng 11, 1988 (24 tuổi)  |         | Singapore LIONSXII     |
| 21 | HV | Safuwan Baharudin  | 22 tháng 9, 1991 (21 tuổi)  |         | Singapore LIONSXII     |
| 24 | TV | Firdaus Kasman     | 24 tháng 1, 1988 (24 tuổi)  |         | Singapore LIONSXII     |
| 29 | TV | Hafiz Rahim        | 19 tháng 11, 1983 (29 tuổi) |         | Gombak United          |
| 30 | TM | Joey Sim           | 2 tháng 3, 1987 (25 tuổi)   |         | Balestier Khalsa       |
| 34 | TV | Zulfahmi Arifin    | 5 tháng 10, 1991 (21 tuổi)  |         | Young Lions            |

### Lào
Huấn luyện viên trưởng:  Kimura Kokichi
| Số | Vt | Cầu thủ                     | Ngày sinh (tuổi)            | Số trận | Câu lạc bộ |
| -- | -- | --------------------------- | --------------------------- | ------- | ---------- |
| 1  | TM | Sengphachan Bounthisanh     | 1 tháng 6, 1987 (25 tuổi)   |         | Vientiane  |
| 2  | HV | Saynakhonevieng Phommapanya | 28 tháng 10, 1988 (24 tuổi) |         | Yotha      |
| 3  | HV | Khamla Pinkeo               | 23 tháng 11, 1990 (22 tuổi) |         | Lao Police |
| 4  | HV | Ketsada Souksavanh          | 23 tháng 11, 1992 (20 tuổi) |         | Nong Khai  |
| 5  | HV | Khamphoumy Hanvilay         | 2 tháng 12, 1990 (21 tuổi)  |         | Vientiane  |
| 6  | TĐ | Souksamay Manhmanyvong      | 20 tháng 9, 1986 (26 tuổi)  |         | Vientiane  |
| 7  | TV | Soukaphone Vongchiengkham   | 9 tháng 3, 1992 (20 tuổi)   |         | Krabi      |
| 8  | TV | Keoviengphet Liththideth    | 30 tháng 11, 1992 (19 tuổi) |         | Ezra       |
| 9  | TĐ | Visay Phaphouvanin (c)      | 12 tháng 6, 1985 (27 tuổi)  |         | Vientiane  |
| 10 | TV | Kanlaya Sysomvang           | 3 tháng 11, 1990 (22 tuổi)  |         | Khonkaen   |
| 11 | TV | Khonesavanh Sihavong        | 10 tháng 10, 1994 (18 tuổi) |         | Lao Police |
| 12 | HV | Phatthana Syvilay           | 4 tháng 10, 1990 (22 tuổi)  |         | Yotha      |
| 13 | TV | Vilayout Sayyabounsou       | 27 tháng 11, 1992 (19 tuổi) |         | Ezra       |
| 14 | TĐ | Sopha Saysana               | 9 tháng 12, 1992            |         | Nong Khai  |
| 15 | TV | Viengsavanh Sayyaboun       | 3 tháng 6, 1989 (23 tuổi)   |         | Lao Army   |
| 16 | TV | Daoneua Siviengxay          | 10 tháng 12, 1991 (20 tuổi) |         | Vientiane  |
| 17 | TV | Phonepaseuth Sysoutham      | 28 tháng 5, 1990 (22 tuổi)  |         | Vientiane  |
| 18 | TM | Soukthavy Soundala          | 4 tháng 11, 1995 (17 tuổi)  |         | Ezra       |
| 19 | HV | Kovanh Namthavixay          | 23 tháng 7, 1987 (25 tuổi)  |         | Lao Army   |
| 20 | TĐ | Khampheng Sayavutthi        | 19 tháng 7, 1986 (26 tuổi)  |         | Khonkaen   |
| 21 | TM | Seng Athit Somvang          | 2 tháng 6, 1991 (21 tuổi)   |         | Lao Police |
| 23 | HV | Odien Syharlas              | 14 tháng 5, 1992 (20 tuổi)  |         | Yotha      |